# Mike Kleijn
Mike Kleijn (Breda, 9 februari 2005) is een Nederlands voetballer die doorgaans speelt als middenvelder. In juli 2024 verruilde hij Feyenoord voor Sparta Rotterdam.

## Clubcarrière
Kleijn speelde in de jeugd van VV Baronie en werd in 2011 op zesjarige leeftijd opgenomen in de opleiding van Feyenoord. Hier tekende hij in november 2020 zijn eerste professionele contract. Op 17 maart 2022 zat hij voor het eerst in de wedstrijdselectie van het eerste elftal, voor het thuisduel met FK Partizan in de UEFA Europa Conference League. Feyenoord won met 3–1 en Kleijn bleef de gehele wedstrijd op de bank zitten.
In april 2024 tekende Kleijn een contract voor vier seizoenen bij Sparta Rotterdam, ingaande per juli 2024 wanneer zijn contract bij Feyenoord zou aflopen. Zijn professionele debuut maakte de middenvelder op 15 september 2024, thuis tegen Go Ahead Eagles. Namens die club scoorden Jakob Breum en Victor Edvardsen, waarna Shunsuke Mito tekende voor de eindstand: 1–2. Kleijn moest van coach Jeroen Rijsdijk op de reservebank beginnen en hij mocht in de tweede helft invallen voor Djevencio van der Kust.

## Clubstatistieken
| Seizoen | Club             | Competitie | Competitie | Competitie | Beker | Beker | Internationaal | Internationaal | Totaal | Totaal |
| Seizoen | Club             | Competitie | Wed.       | Dlp.       | Wed.  | Dlp.  | Wed.           | Dlp.           | Wed.   | Dlp.   |
| ------- | ---------------- | ---------- | ---------- | ---------- | ----- | ----- | -------------- | -------------- | ------ | ------ |
| 2024/25 | Sparta Rotterdam | Eredivisie | 2          | 0          | 0     | 0     | —              | —              | 2      | 0      |
| Totaal  | Totaal           | Totaal     | 2          | 0          | 0     | 0     | 0              | 0              | 2      | 0      |

Bijgewerkt op 11 oktober 2024.